# Jean Valmont
Jean Valmont, all'anagrafe Pichaud Jean Rene Louis (Parigi, 30 ottobre 1936 – Asnières-sur-Seine, 13 febbraio 2014), è stato un attore francese.

## Biografia
È stato un attore francese che ha recitato spesso anche in Italia; esordisce nella seconda metà degli anni sessanta in ruoli da comprimario.
Nel corso della sua carriera, Jean Valmont si cimentò in diversi generi, dalle commedie ai polizieschi e dai drammi agli spionaggi, dal sentimentale all'erotico, interpretando spesso lo stereotipo dell'agente segreto o del giovane playboy.
Jean Valmont si ritirò a vita privata a partire dalla prima metà degli anni duemila; è deceduto all'età di 77 anni nel comune di Asnières-sur-Seine; dopo alcuni anni di inattività.

## Filmografia

### Cinema
- Faccio saltare la banca (Faites sauter la banque!), regia di Jean Girault (1964)
- La baia del desiderio (La Baie du désir), regia di Max Pécas e Radley Metzger (1964)
- Cover girls - Ragazze di tutti (Cover Girls), regia di José Bénazéraf (1964)
- Les copains, regia di Yves Robert (1965)
- Pelle di donna (Journal d'une femme en blanc), regia di Claude Autant-Lara (1965)
- Ich suche einen Mann, regia di Alfred Weidenmann (1966)
- Parigi brucia? (Paris brûle-t-il?), regia di René Clément (1966)
- I barbieri di Sicilia, regia di Marcello Ciorciolini (1967)
- L'oro di Londra, regia di Guglielmo Morandi (1968)
- Un drôle de colonel, regia di Jean Girault (1968)
- Un corpo caldo per l'inferno, regia di Franco Montemurro (1968)
- Mademoiselle de Sade e i suoi vizi (Juliette de Sade), regia di Warren Kiefer (1969)
- Bocche cucite, regia di Pino Tosini (1970)
- I lupi attaccano in branco (Hornets' Nest), regia di Phil Karlson e Franco Cirino (1970)
- Une aventure de Billy le Kid, regia di Luc Moullet (1971)
- Les vieux loups bénissent la mort, regia di Pierre Kalfon (1971)
- Quello che già conosci sul sesso e non prendi più sul serio (Sex-shop), regia di Claude Berri (1972)
- Il pianeta selvaggio (La Planète sauvage), regia di Roland Topor (1973) (solo voce)
- Tutta femmina (Le Feu aux lèvres), regia di Pierre Kalfon (1973)
- Più matti di prima al servizio della regina (Les quatre Charlots mousquetaires), regia di André Hunebelle (1974)
- Cinque matti alla riscossa (Les Charlots en folie: À nous quatre Cardinal!), regia di André Hunebelle (1974)
- I piaceri della contessa Gamiani, regia di Rinaldo Bassi (1974)
- La brigade, regia di René Gilson (1975)
- I prosseneti, regia di Brunello Rondi (1976)
- Le temps des vacances, regia di Claude Vital (1979)
- La provinciale, regia di Claude Goretta (1981)
- Ali au pays des mirages, regia di Ahmed Rachedi (1981)
- Momenti intimi di madame Claude (Madame Claude 2), regia di François Mimet (1981)
- Chanel Solitaire, regia di George Kaczender (1981)
- Les maître du temps, regia di René Laloux (1982) (solo voce)
- À deux minutes près, regia di Eric Le Hung (1989)
- Mark Sennett, roi du comique, regia di Jean Chabot (2000)

### Televisione
- L'amante végétale, regia di Jean Valmont (1974) - cortometraggio
- La mort d'un guide, regia di Jacques Ertaud (1975) (film tv)
- Le village englouti, regia di Louis Grospierre (1976) (serie tv)
- Ringstraßenpalais, regia di Rudolf Nussgruber (1981) (serie tv)
- Médecins de nuit, regia di Gérard Clément (1983) (serie tv)
- Una donna a Venezia, regia di Sandro Bolchi (1986) (miniserie tv)
- Le prix du silence, regia di Jacques Ertaud (1989) (film tv)
- Les cinq dernières minutes, regia di Louis Grospierre (1991) (serie tv)
- Une famille formidable, regia di Joël Santoni (1992) (serie tv)
- Queue de poisson, regia di Daniel Mulson (1992) (cortometraggio)
- François Kleber, regia di Olivier Marchal (1995) (serie tv)
- L'affaire Dreyfus, regia di Yves Boisset (1995) (film tv)
- Les allumettes suédoises, regia di Jacques Ertaud (1996) (serie tv)
- Sous le soleil, regia di Eric Summer (1996) (serie tv)
- Quai nº 1, regia di Marc Angelo (1997) (serie tv)
- Les vacances de l'amour, regia di Olivier Altman (1997) (serie tv)
- Un homme à défendre, regia di Laurent Dussaux (2001) (film tv)

## Doppiatori italiani
- Cesare Barbetti in I barbieri di Sicilia
- Pino Locchi in Un corpo caldo per l'inferno
- Renato Izzo in Bocche cucite
- Gino La Monica in I lupi attaccano in branco